# Pieter Rudolph Wolter van Gesseler Verschuir

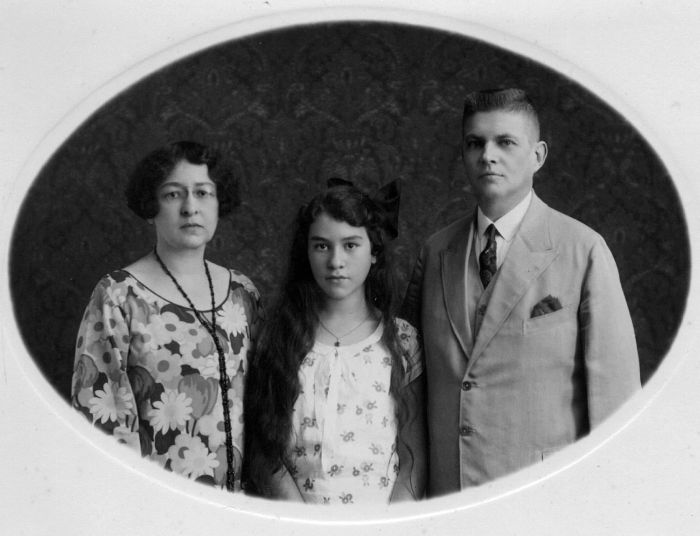
Portret van P.R.W. van Gesseler Verschuir, zijn echtgenote M.A. van Gesseler Verschuir-Pownall en hun dochter.

Pieter Rudolph Wolter van Gesseler Verschuir (Groningen, 10 mei 1883 – Den Haag, 27 mei 1962) was een Nederlands ambtenaar en gouverneur.

## Levensloop
Pieter van Gesseler Verschuir, lid van de familie Verschuir, werd geboren als een zoon van Johannes van Gesseler Verschuir en Joke Muller. Nadat hij de HBS had afgerond studeerde hij aan de Universiteit Leiden. Hij begon zijn carrière in 1905 bij de Algemene Secretaris van Batavia. Vervolgens werd hij aspirant-controleur bij het Binnenlands Bestuur op Java en Madoera. In 1906 werd hij daar controleur. Tot 1913 was hij werkzaam in Banjoewangi, Panarukan, Bondowoso en Sumenep. Na zijn verlof in Nederland keerde hij in 1915 terug naar het Nederlands-Indië. Daar functioneerde hij als controleur in Kuningan. In 1924 werd hij benoemd tot assistent-resident van Kudus. Van 1929 tot 1933 was hij werkzaam als gouverneur van Jogjakarta.
Op 24 juli 1908 trouwde van Gesseler Verschuir met Agnes Mary Pownall.